# Evren Korkmaz
Evren Korkmaz (* 27. April 1997 in Venlo) ist ein niederländisch-türkischer Fußballspieler.

## Karriere
Korkmaz durchlief die Jugendmannschaften der Vereine SV Blerick und VVV-Venlo. Beim Letztgenannten gehörte ab dem Sommer 2015 der Profimannschaft an und spielte für diese, mit einer halbsaisonalen Ausleihphase an FC Den Bosch, bis zum Sommer 2019.
Zur Saison 2019/20 wechselte Korkmaz zum türkischen Zweitligisten Adanaspor. Im Juli 2024 wechselte Korkmaz zum Verein Batman Petrolspor.